# Стрийкі (Підляське воєводство)
Стрийкі (пол. Stryjki) — село в Польщі, у гміні Шумово Замбровського повіту Підляського воєводства.
Населення — 11 осіб (2011).

## Демографія
Демографічна структура станом на 31 березня 2011 року:
|          | Загалом | Допрацездатний вік | Працездатний вік | Постпрацездатний вік |
| -------- | ------- | ------------------ | ---------------- | -------------------- |
| Чоловіки | 5       | 0                  | 4                | 1                    |
| Жінки    | 6       | 1                  | 4                | 1                    |
| Разом    | 11      | 1                  | 8                | 2                    |